# Oumm Waraka
Umm Waraqa
Vous lisez un « bon article » labellisé en 2022.
Oumm Waraka (en arabe : أم ورقة, Umm Waraqa), dite « la Martyre », est une ansâr morte martyre en 641 à Médine. La tradition musulmane fait d'elle la première imame de l'islam, racontant qu'à partir de 624, elle est chargée par Mahomet de la direction de la prière de son dâr, terme signifiant « lieu » et dont l'extension sémantique suscite la polémique.
Au IXe siècle, l'historien Ibn Saad écrit sa première biographie d'après les traditions primitives (hadîths) à son sujet, qu'Ibn Hanbal et Abou Dawoud recueillent aussi. L'historicité d'Oumm Waraka et la portée de son imamat ont été scrutées : aucune réponse définitive n'a été donnée par la recherche universitaire occidentale contemporaine, mais les hadîths la concernant font l'objet d'un examen critique par les érudits musulmans dès le Moyen Âge, qui jugent leur véracité faible (da'if). Cependant, trois des quatre écoles juridiques de l'islam (hanéfite, chaféite et hanbalite) les estiment assez bons (hassan) voire authentiques (sahih) pour autoriser les femmes à être imames, sous certaines conditions. Une minorité des érudits, notamment de tendance soufie, ont permis l'imamat féminin sans opposer de restrictions particulières.
Au fil des siècles, la figure d'Oumm Waraka est minimisée, certaines biographies ne mentionnant pas son imamat. Depuis les années 2000, Oumm Waraka est remise en avant par l'islam libéral, qui fait directement référence à elle pour soutenir l'imamat des femmes et la mixité des salles de prière dans les mosquées.

## Nom
Son ism (prénom) est inconnu, seule sa kunya (surnom) d’Oumm Waraka (« mère de Waraka ») est passée à la postérité. Son nasab (filiation) est Oumm Waraka bint Abd-Allah ibn el-Harith ibn Nawfal, ou Oumm Waraka bint Abd-Allah ibn el-Harith ibn Awaimer ibn Nawfal selon al-Asqalani (mort en 1449). On ne connaît pas son nisba (origine) si elle en avait un, mais son lakab (nom honorifique) d’el-Ansariyya (« l'Ansâr » au féminin) indique qu'elle fait partie des ralliés à Mahomet à Médine.

## Biographie traditionnelle

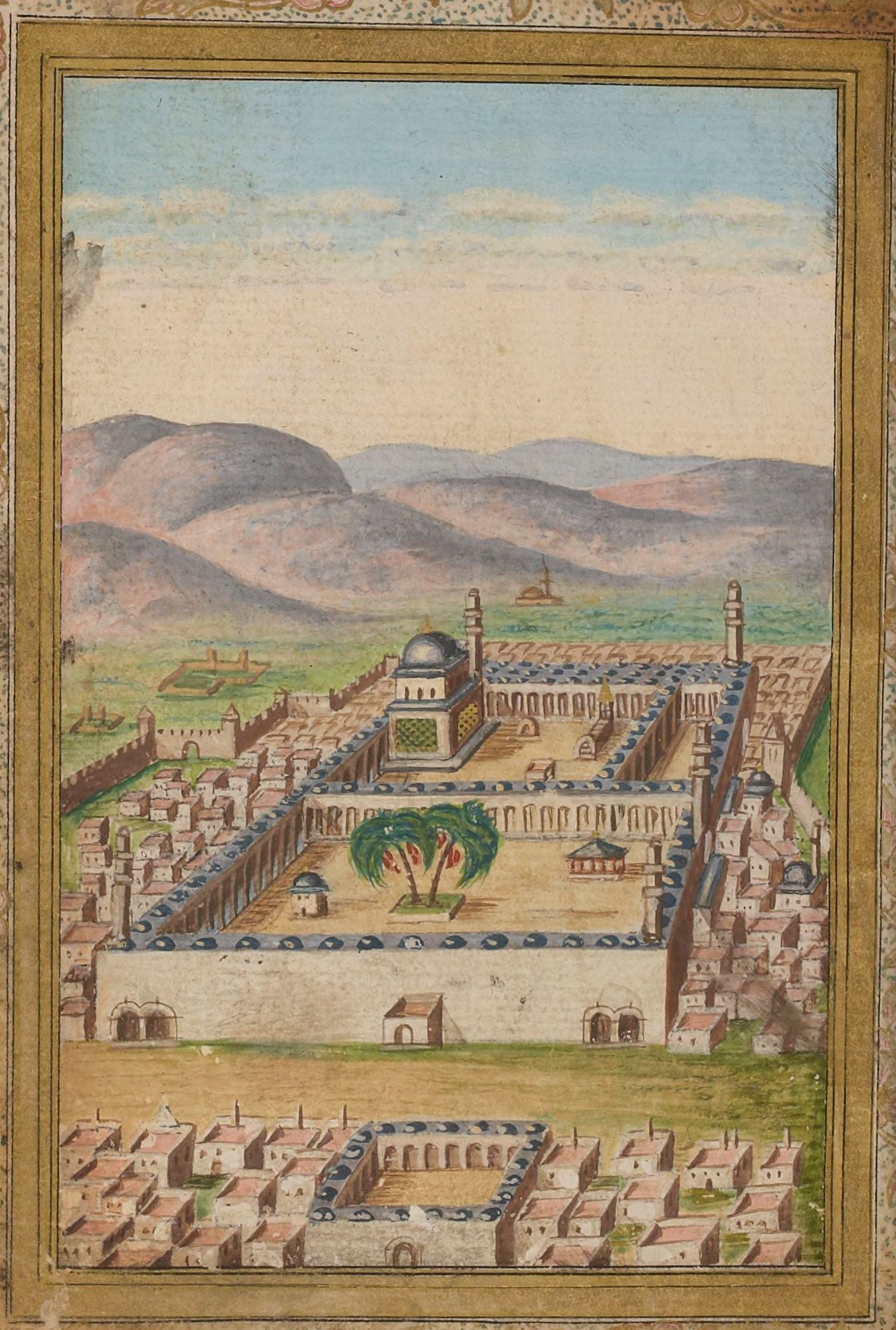
Sanctuaire de Médine, manuscrit du Dalaïl al-khaïrat du XVIIIe siècle, BNF, Arabe 6859,.

### Sources
L'historien Ibn Saad (mort en 845) écrit la biographie d'Oumm Waraka au moment où son contemporain Ahmad Ibn Hanbal (mort en 855) recueille deux hadiths sur elle dans son Mousnad. Ces textes figurent plus tard dans les Sunan de son élève Abou Dawoud (mort en 888) : le premier raconte la vie d'Oumm Waraka, le second sa nomination à l'imamat,,.

### Vie à Médine
Selon Ibn Saad, son premier biographe, Oumm Waraka bint Nawfal est une respectable Médinoise appartenant aux Banou-Nadjdjar, clan de la tribu des Banou-Khazradj. En 622, après la fuite de Mahomet de La Mecque pour Yathrib (nom de Médine à l'époque), elle compte parmi les premières Médinoises à devenir musulmanes et à lui prêter allégeance, ce qui fait d'elle une ansâr. Hafiza, elle connaît le Coran entièrement.
En 624, elle demande à participer à l’effort de guerre lorsque Mahomet part pour la bataille de Badr, souhaitant être infirmière de guerre afin de devenir martyre. Mahomet n’exclut pas la possibilité pour elle de venir sur le champ de bataille, mais le hadith d'Ibn Saad n’est pas explicite sur sa présence à Badr. Le chef arabe garantit encore à Oumm Waraka que Dieu lui octroiera le martyre, sans préciser où et quand cela arrivera.
Le prophète de l'islam rend souvent visite à Oumm Waraka, qu’il surnomme « la Martyre », accompagné par d’autres musulmans. Il lui permet d'avoir un muezzin pour l'appel à la prière islamique, et Ibn Saad précise que Mahomet ordonne à Oumm Waraka de diriger la prière de son dâr en raison de son statut de hafiza.

### Martyre
Femme riche, Oumm Waraka possède deux esclaves, un homme et une femme. En 641, ceux-ci l'étranglent dans son sommeil (peut-être après avoir essayé de la voler) puis ils fuient Médine. Dans la version du hadith d’Abou Dawoud, le mobile du crime est le suivant : Oumm Waraka annonce que ses esclaves seront affranchis après sa mort, et ceux-ci l’assassinent afin de retrouver leur liberté plus rapidement. Finalement capturés et amenés devant le calife bien-guidé Omar Ier (r.  634-644), ils sont reconnus coupables de meurtre et exécutés par crucifiement. La tradition ajoute qu'il s'agit de la première fois que le hadd de crucifiement était appliqué à Médine.
Al-Asqalani rapporte un hadith où Omar Ier, surpris de ne pas avoir entendu Oumm Waraka réciter le Coran aux prières du jour précédent, serait allé à sa rencontre, chez elle ; il découvre le corps de l'imame, dans un coin, le linge ayant servi à l’étrangler autour du cou, deux jours après l'assassinat. Le calife monte ensuite au minbar, duquel il annonce la nouvelle du décès de l’ansâr et ordonne de poursuivre ses meurtriers.

## Analyse des traditions
Depuis le IXe siècle, les érudits musulmans débattent de la validité des traditions primitives concernant Oumm Waraka, en examinant le degré de confiance qu'il convient d'accorder aux narrateurs qui les ont transmises.

### L’isnaddu hadith
Selon l'historien Ibn Saad et l'érudit Ibn Hanbal, l’isnad (chaîne de transmission de l'information) remonte à Walid ibn Abd-Allah ibn Jumay al-Zuhri, qui tient l'histoire de sa grand-mère (anonyme), qui la tient d'Oumm Waraka. Le collecteur de hadiths Abou Dawoud ajoute un autre transmetteur, le compagnon Abd-al-Rahman ibn Khalid al-Ansari (mort en 666), dont on ne sait quasiment rien. Simonetta Calderini conjecture que son ajout sert à renforcer la crédibilité du récit car il s'agit d'un contemporain d'Oumm Waraka ; selon d'autres versions de l'isnad, Ibn Khalid n'est pas témoin de l'événement et tient l'anecdote de son père. Sur la mort de l'imame,  al-Asqalani rapporte une isnad encore différente : elle remonte à Walid ibn Abd-Allah ibn Jumay al-Zuhri, qui la tient de sa grand-mère Layla bint Malik, qui la tient de sa propre mère, à qui Oumm Waraka a raconté son histoire. Le fait que seul Ibn Khalid rapporte un hadith sur cet événement a conduit à remettre celui-ci en question en raison de cette étrangeté (gharib) dans la transmission, d'autant qu'il n'y a pas consensus autour de la fiabilité du narrateur commun (Walid al-Zuhri) et que les autres transmetteurs sont inconnus.
Al-Daraqutni (mort en 995) et une majorité d'oulémas postérieurs à Abou Dawoud et Ibn Hanbal jugent l’isnad de ce hadith faible (da'if) pour les raisons précitées. Cependant, une partie des oulémas (tels qu'Ibn Khouzayma ou Albani) continuent de le juger authentique (sahih) ou bon (hassan),,.

### Lematndu hadith
Les mouhaddithoun (spécialistes des hadiths) soulignent qu'il n'est pas dit clairement dans le matn (récit du hadith) où le muezzin et l'esclave masculin étaient placés par rapport à Oumm Waraka (devant ou derrière) ni si d'autres hommes étaient présents à la prière.
Le récit de la nomination d'Oumm Waraka comme imame est le même chez Ibn Saad et Ibn Hanbal, mais chez Abou Dawoud, Ibn Khalid précise que le muezzin est un vieil homme : cela permet de répondre à d'éventuels questionnements sur la pudeur et la bienséance d'Oumm Waraka, car il y a un homme libre non-mahram dans sa maison, et son âge avancé est synonyme de sagesse.

### Définir ledârd'Oumm Waraka

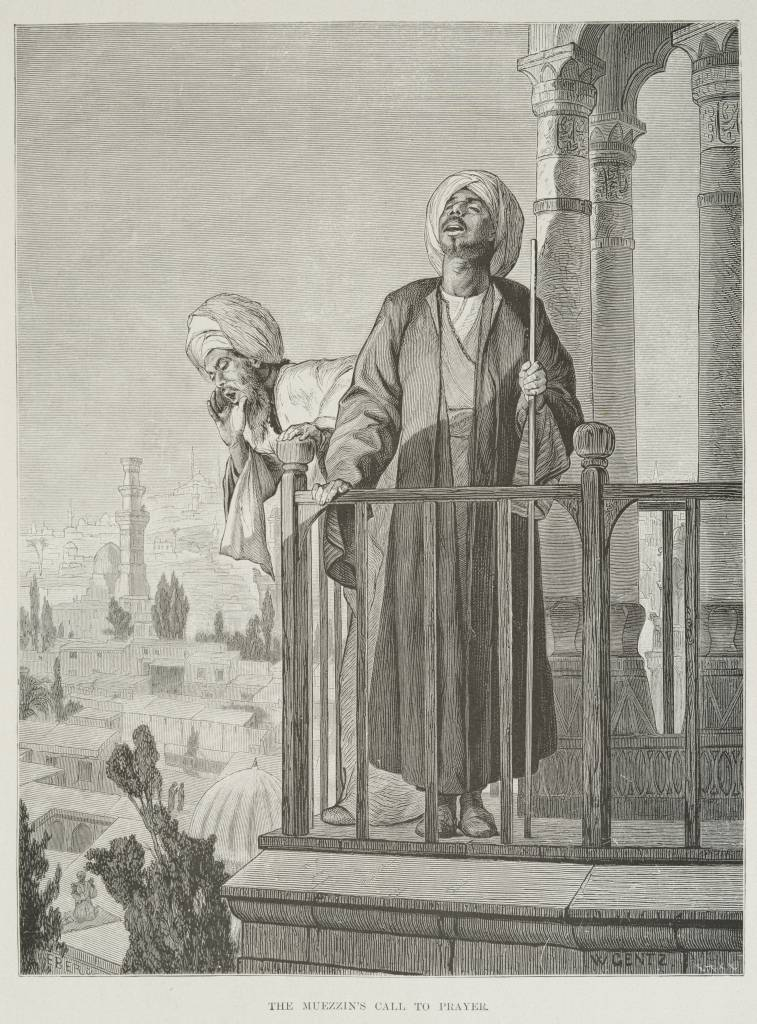
Mahomet permet à Oumm Waraka d'avoir un muezzin pour appeler à la prière de son dâr (Wilhelm Gentz, Appel à la prière de Muezzin, 1878).

Un débat oppose d'une part les érudits qui reconnaissent aux femmes une place éminente dans la prière, pour lesquels Oumm Waraka dirigeait la prière d'une congrégation nombreuse et mixte ; et, d'autre part, ceux qui y sont opposés, et selon lesquels la prière d'Oumm Waraka se tenait dans le cadre privé de sa maison, devant l'entourage proche et les serviteurs. La discussion porte ainsi sur l'extension à donner au mot arabe dâr, qui peut désigner une maisonnée, un domaine, un voisinage, un territoire ou un pays. Selon l'interprétation du théologien Muhammad Hamidullah, le hadith indique qu'Oumm Waraka a été nommée à la charge d'imame de la mosquée de son voisinage, et que les hommes priaient derrière elle, y compris le muezzin. Cette interprétation a été soutenue par plusieurs juristes musulmans, tels que le chaféite Djamal al-Din al-Mizzi (mort en 1341) qui donne comme version du hadith : « [Mahomet] lui ordonna d'être l'imame des personnes de son dâr, alors/et elle les guida (fa kânat ta'ummuhum) [le pronom hum indique la présence d'au moins un homme] et elle avait un muezzin. »
La professeure Nevin Reda souligne à l'appui de cette interprétation que dans un hadith, Mahomet dit à Oumm Houmayd, épouse d'Abou Houmayd al-Saadi, qu'il est mieux pour elle de prier dans sa maison (baytiki) que dans le voisinage (dâriki) ; cette distinction indique que dâr doit être pris au sens large. De plus, le fait qu'Oumm Waraka demande les services d'un muezzin suppose qu'un nombre important de personnes est appelé à la prière : dâr serait donc difficilement limitable à la seule maisonnée d'Oumm Waraka (c.-à-d. elle-même et ses deux serviteurs) et au vieux muezzin. Cet argument a toutefois été remis en question, car plusieurs hadiths indiquent que les muezzins peuvent être donnés à des petits groupes, et que des mosquées étaient instaurées dans les demeures (dour, pluriel de dar) de croyants au temps de Mahomet.
En se basant sur un hadith de Mahomet félicitant les Banou-Nadjdjar d'être la meilleure tribu (khay dar) des Ansars, Simonetta Calderini juge que dâr ne doit pas être entendu comme un lieu physique (à la manière de Nevin Reda, qu'elle critique) mais comme un terme pour désigner une collectivité de personnes : Oumm Waraka aurait guidé la prière de sa tribu.
Un autre élément plaide en faveur d'une interprétation de dâr au sens le plus large. Dans son dictionnaire des biographies de compagnons de Mahomet, Al-Isaba fi tamyiz al Sahaba, al-Asqalani rapporte un hadith où Omar Ier, inquiet de ne pas avoir entendu la prière d’Oumm Waraka depuis la veille, serait d'abord allé la voir à son dâr, où il ne trouve personne. Quand il va voir à sa maison (bayt), Omar Ier découvre là le corps d'Oumm Waraka. Pour Guardi, le besoin qu'a al-Asqalani de différencier le nom dâr de bayt démontre qu'il désignait d'abord le voisinage d'Oumm Waraka puis la maison de cette dernière.
Par harmonisation des sources, le hadith d'al-Asqalani semble plus explicite que celui d'Abou Dawoud sur le fait que la récitation du Coran par Oumm Waraka était quotidienne, et qu'elle pouvait être entendue par tout le monde.

### Symbole d'une époque en mutation
L'historicité d'Oumm Waraka ne fait aucun doute pour Matthew Long et Juliane Hammer,. Au contraire, Simonetta Calderini estime qu'il est impossible d'en avoir l'assurance. Figure historique ou littéraire, Oumm Waraka est un symbole de la communauté islamique naissante : son désir de participer à la bataille de Badr, et l'octroi d'un muezzin par Mahomet, qui lui ordonne de diriger la prière, renvoient à une période où l'allégeance politique va de pair avec une allégeance religieuse, une ritualisation de l'islam se met en place, et d'importants changements religieux et politiques ont lieu à Médine.
Oumm Waraka dirige la prière comme Oumm Salama, épouse de Mahomet, mais cette dernière n'est imame que de femmes dans sa maison. Leurs biographies présentent plusieurs similitudes (connaissance du Coran, piété, fidélité envers Mahomet, femmes de haut rang, capacité à diriger), mais la bataille de Badr semble être un point important : un muezzin et la direction des prières sont attribués à Oumm Waraka avant 626, date à laquelle Oumm Salama épouse Mahomet.
Le hadith d'Oumm Waraka pourrait refléter une première période médinoise où les femmes pouvaient être imames en congrégation mixte, et la grande victoire que fut Badr a pu apporter des changements ayant touché ou influencé le rituel de la prière, notamment dans le rôle des femmes lors de celle-ci. Les récits relatifs à la direction de la prière par Oumm Salama sont favorisés comme base de la Sunna prophétique, alors que l'exemple d'Oumm Waraka est par la suite écarté ou remanié.

## Évolution de la figure d'Oumm Waraka

### La croyante parfaite chez Ibn Saad

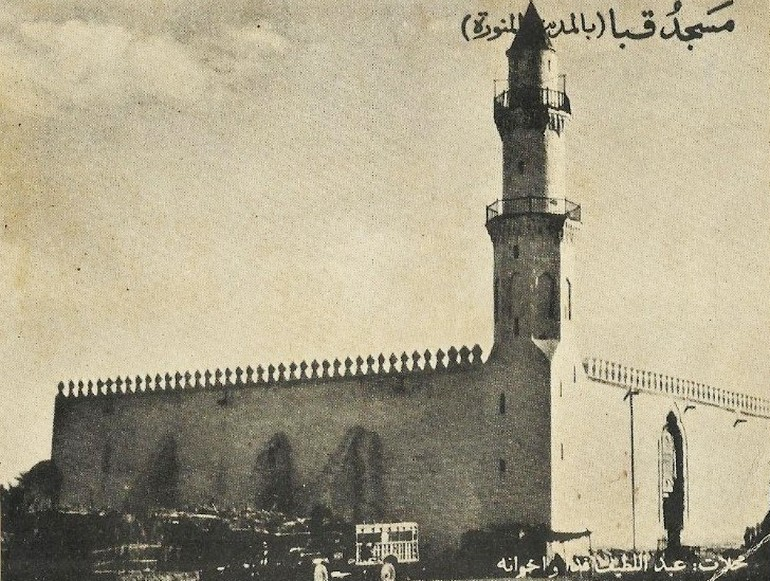
La mosquée de Quba dans la seconde moitié du XIXe siècle.

Mourir au combat est, pour les juristes-théologiens du temps d'Ibn Saad, une façon d'être martyr « dans ce monde et le suivant », pour les hommes comme pour les femmes. Les martyrs « dans le [monde] suivant » sont les personnes qui ont combattu des voleurs et qui sont mortes de façon violente ou tuées alors qu'elles servaient Dieu. En faisant d'Oumm Waraka une femme désirant mourir au combat (sans confirmer sa présence à Badr), ordonnée imame par Mahomet et assassinée par ses esclaves voleurs, Ibn Saad présente un exemple de croyante et de guide d'une communauté, à une époque où les musulmans se demandent quelles sont les actions les plus méritoires, entre le combat et la dévotion.
Calderini estime possible qu'Oumm Waraka soit liée à Mahomet du côté maternel, ce qui expliquerait la familiarité qu'il lui montre et l'ardeur qu'elle a de participer à ce qu'il fait. L'historienne ajoute encore que l'association d'Oumm Waraka avec un lieu pour le culte sur son dâr rappelle le rôle des Banou-Nadjdjar, dont la terre aurait servi à construire la mosquée de Quba, première mosquée à avoir été construite, et ses dépendances.

### Minimisation progressive

#### Altérations biographiques
Par rapport au récit d'Ibn Saad, des variations importantes apparaissent dans d'autres sources : chez Ibn Hanbal, Mahomet dit à Oumm Waraka de « rester » (qirri) à Médine plutôt que d'aller à Badr, et Dieu lui donnera son martyre ; dans la version enrichie d’Abou Dawoud, Mahomet précise « rester chez elle » (qirri fi baytiki). Dans la narration du zahirite Ibn Abi Asim (mort en 900), avec une isnad entièrement irakienne, Mahomet permet à Oumm Waraka d'avoir un lieu de prière (masjid) sur son dâr pour adorer Dieu. Ce hadith est par la suite repris par d'autres lettrés musulmans qui n'évoquent pas le rôle d'imame d'Oumm Waraka dans leurs encyclopédies biographiques ; la construction d'une mosquée lui est attribuée à la place.
Le récit de l'érudit cordouan Ibn Abd el-Barr (mort en 1071) se rapproche du récit biographique d'Ibn Hanbal, et il est suivi par al-Asqalani (Al-Isaba), qui ajoute que Mahomet précise que le martyre de l'ansâr va se passer chez elle. Al-Asqalani ne mentionne ensuite que la demande d'un muezzin par Oumm Waraka : être une hafiza ne vaut aucune reconnaissance particulière à Oumm Waraka,. Ibn Khouzayma (mort en 924) transmet une version où Mahomet « permet » (adhana) plutôt qu'« ordonne » (amara) à Oumm Waraka d'être l'imame. Le fait que Mahomet « permette » et non « ordonne » à Oumm Waraka de diriger la prière laisse entendre qu'il s'agit d'une gracieuse exception et lui fait perdre en autorité. Dans des versions recueillies par al-Daraqutni, d'autres variations significatives sont introduites : elle dirigeait uniquement les femmes de sa maison, ou était imame de femmes et ne dirigeait que durant les tarawih.

#### Évolution du statut des femmes

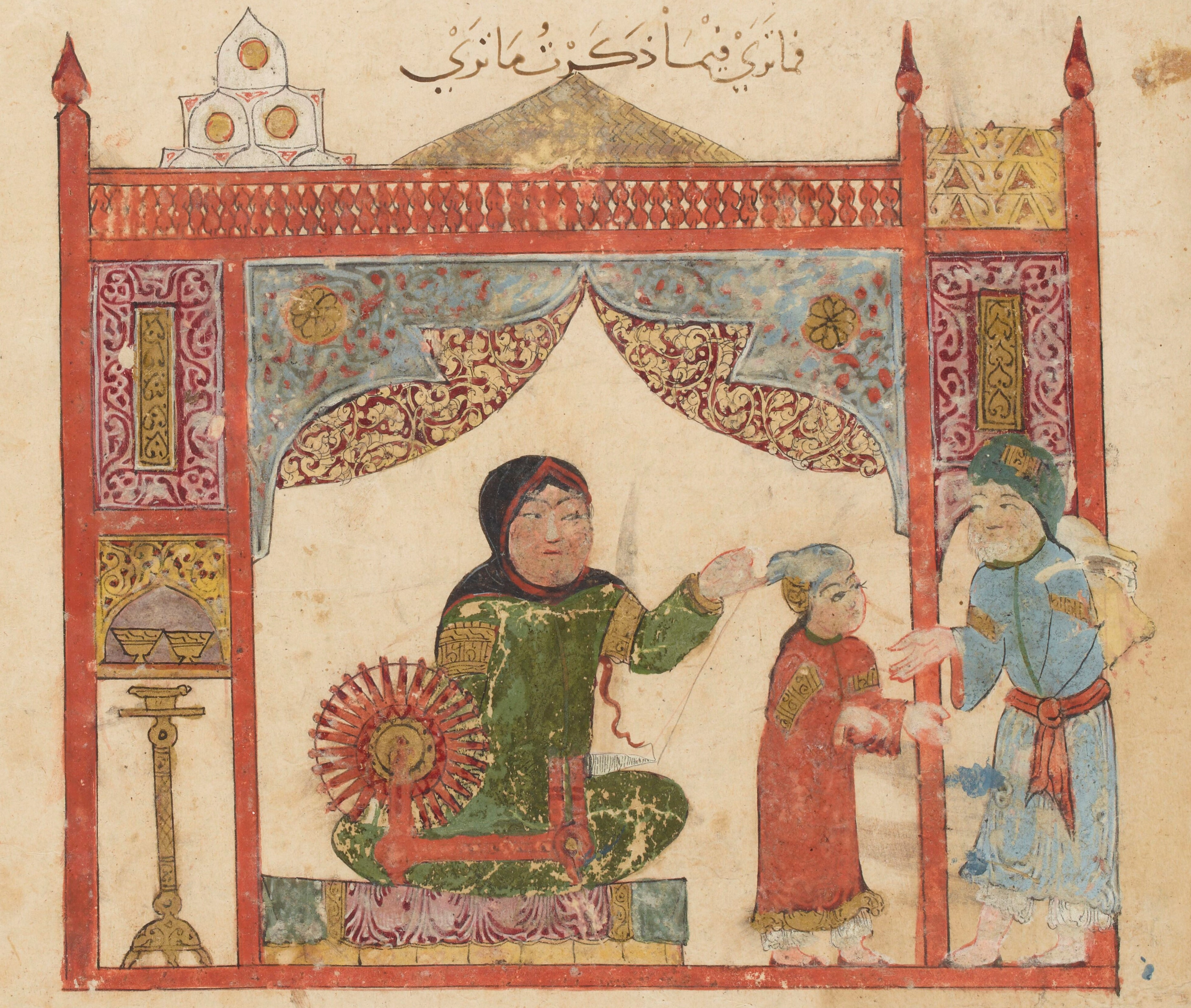
À partir du Moyen Âge central, les femmes musulmanes sont encouragées à rester dans leurs foyers (Abû Zayd et son fils, miniature d'une copie des Makamat d'al-Hariri, BNF, Arabe 5847,, XIIIe siècle).

Calderini voit chez al-Daraqutni une interpolation manifeste du hadith original, reflétant les débats et les changements progressifs du rôle des femmes dans la société islamique. Dans des textes ultérieurs, son titre de martyre finit aussi par disparaître. Calderini suggère qu’Abou Dawoud a pu anachroniquement faire dire à Mahomet quelque chose faisant écho à la sourate XXXIII, révélée trois ans après la bataille de Badr : l’injonction « reste dans ton foyer » se trouve aussi dans le Coran (XXXIII, 33) au sujet des épouses de Mahomet, injonction qui est étendue à toutes les musulmanes par certains théologiens. Toujours selon elle, la surenchère des auteurs postérieurs à Ibn Saad a servi à décourager les femmes de s'engager militairement et les a reléguées dans des rôles domestiques.
D'après l'islamologue américaine Asma Afsaruddin, la plupart de ces changements interviennent à l'époque seldjoukide (XIe – XIVe siècles) et mamelouk (XIIIe – XVIe siècles), où l'on commence à élaborer des guides de bonne conduite pour les femmes : les extrapolations, modifications ou suppressions de certains détails permettent aux auteurs — al-Asqalani notamment — de mettre Oumm Waraka en adéquation avec les attentes qui pèsent sur les femmes dans la société de leur époque. Faire perdre à Oumm Waraka son statut d'imame permet de soutenir qu'une femme ne peut acquérir le statut de martyre qu'en restant chez elle et en se livrant aux activités domestiques auxquelles elle doit se tenir.

### Réhabilitation auXXIesiècle
Au début des années 2000, le personnage d'Oumm Waraka fait l'objet d'un regain d'intérêt dans les cercles de l'islam libéral et du féminisme musulman, avec sa presque contemporaine Ghazala, autre imame dirigeant des prières mixtes. Sur Internet, des pages ou des vidéos (comme sur YouTube) sont dédiées aux femmes imames des premiers temps de l'islam, notamment Oumm Waraka. Les musulmanes se revendiquant imames la prennent en exemple pour soutenir le droit des femmes à diriger une prière et à la mixité dans les mosquées,. De nos jours, écrit Calderini, en raison des multiples interprétations de l'imamat d'Oumm Waraka avec une multiplicité d’isnads (chaînes de transmission de l'information), les personnes défendant le droit des femmes à l'imamat choisissent la version du hadith rapportée par Ibn Saad.

## Jurisprudence islamique

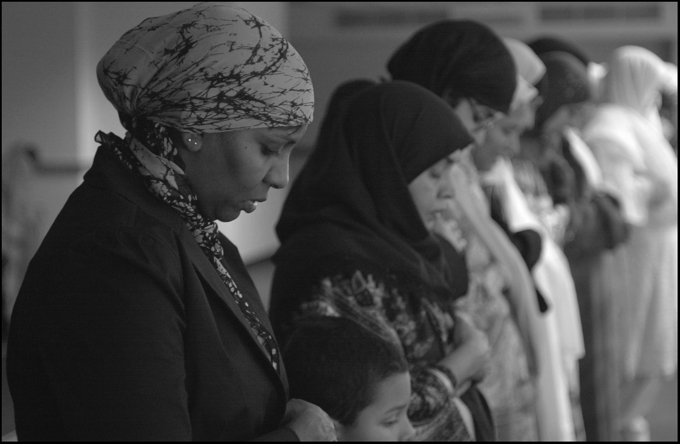
Femmes priant le vendredi à midi (dhuhr) dans une mosquée aux États-Unis. Photo de Beth Rankin, 2004.

Entre le IXe siècle et le XIIIe siècle, plusieurs juristes chaféites, hanbalites et soufis (tel qu'Abou-Thawr, al-Muzani, Tabari, Ibn Khouzayma, Averroès, Ibn al-Jawzi et Ibn Arabi) se fondent entre autres sur le hadith d'Oumm Waraka pour considérer qu'une femme peut être imame et diriger une prière mixte. L'imam al-Nawawi (mort en 1278) et Hassan el-Banna (mort en 1949) listent Daoud el-Zahiri, Abou-Thawr, al-Mazuni et Tabari comme ceux qui considèrent que la prière d'un homme est valide lorsqu'elle est faite derrière une femme.
La majorité des théologiens musulmans privilégient les versions rapportées par al-Daraqutni pour juger de la licéité et des dispositions de l'imamat féminin. Des juristes, parmi lesquels al-Bayhaqî (mort en 1066), ne le permettent que sous certaines conditions,, Hamidullah se range du côté de l'avis traditionnel : lorsqu'un homme connaît les versets nécessaires à la prière, la femme qui tient le rôle d'imame doit lui en céder la direction. Selon lui, Mahomet fit une exception car Oumm Waraka était plus qualifiée que les hommes de son lieu de résidence.
En s'appuyant sur l'exemple d'Oumm Waraka, Asma Lamrabet, féministe musulmane, résume la situation au début du XXIe siècle sur la question de l'imamat des femmes : l'« absence de consensus et une claire divergence des théologiens et des différentes écoles juridiques, prouve [sic] encore une fois que cette soi-disant interdiction formelle est le fait d’une majorité (jumhur) de savants qui sont contre, et qu’on ne peut parler d’unanimité. » Elle juge incohérents les arguments des opposants à l'imamat féminin, donnant comme exemple la possibilité d'être une muezzin selon l'école hanéfite.